# Любомиров, Николай Иванович
Николай Иванович Любомиров (1886—1972) — русский офицер, герой Первой мировой войны, участник Белого движения.

## Биография
Сын купца. Уроженец Псковской губернии.
В 1911 году окончил Виленское военное училище, откуда выпущен был подпоручиком в 147-й пехотный Самарский полк. С началом Первой мировой войны был переведен в 295-й пехотный Свирский полк. Произведен в поручики 15 ноября 1914 года «за выслугу лет». Удостоен ордена Св. Георгия 4-й степени
За то, что 13 февраля 1915 года, командуя ротой, атаковал южную окраину мест. Рознатов, взяв в плен 5 офицеров, 416 нижних чинов и 2 пулемета.
Произведен в штабс-капитаны 9 января 1916 года, в капитаны — 19 марта 1917 года, в подполковники — 1 июля того же года.
С началом Гражданской войны, в октябре 1918 года прибыл в Екатеринодар в Добровольческую армию, был зачислен в 1-й Ставропольский офицерский полк. С 4 декабря 1918 года состоял в комендантской роте штаба ставропольского военного губернатора, был переименован в полковники. В январе 1919 года был переведен в 1-й отдельный Осетинский батальон. Летом 1919 года был назначен помощником командира 42-го пехотного Якутского полка, временно командовал полком во время Московского похода ВСЮР. Был тяжело ранен 15 ноября 1919 года, после чего эвакуирован через Киев, Одессу и Ялту в Варну.
В эмиграции в Болгарии, жил в Софии. В годы Второй мировой войны служил в Русском корпусе, сформированном в Югославии: в 1943 году — обер-фельдфебель, затем во 2-й роте 3-го полка (в чине обер-лейтенанта). После войны переехал во Францию. Опубликовал ряд статей в журнале «Наши Вести». Скончался в 1972 году в Каннах. Похоронен на муниципальном кладбище Абади.

## Награды
- Орден Святой Анны 4-й ст. с надписью «за храбрость» (ВП 2.07.1915)
- Орден Святого Георгия 4-й ст. (ВП 9.09.1915)
- Орден Святого Станислава 3-й ст. с мечами и бантом (ПАФ 15.04.1917)